# 沙羅韋奇卡
49°24′54″N 26°53′55″E / 49.41500°N 26.89861°E
沙羅韋奇卡（烏克蘭語：Шаровечка）是位於烏克蘭西部的村莊，由赫梅利尼茨基州裡赫梅利尼茨基區的赫梅利尼茨基市鎮負責管轄。該村面積2.49平方公里，海拔高度300米，2001年人口2,359，人口密度每平方公里947.4人。